# الجامعات في عصر الحضارة الإسلامية

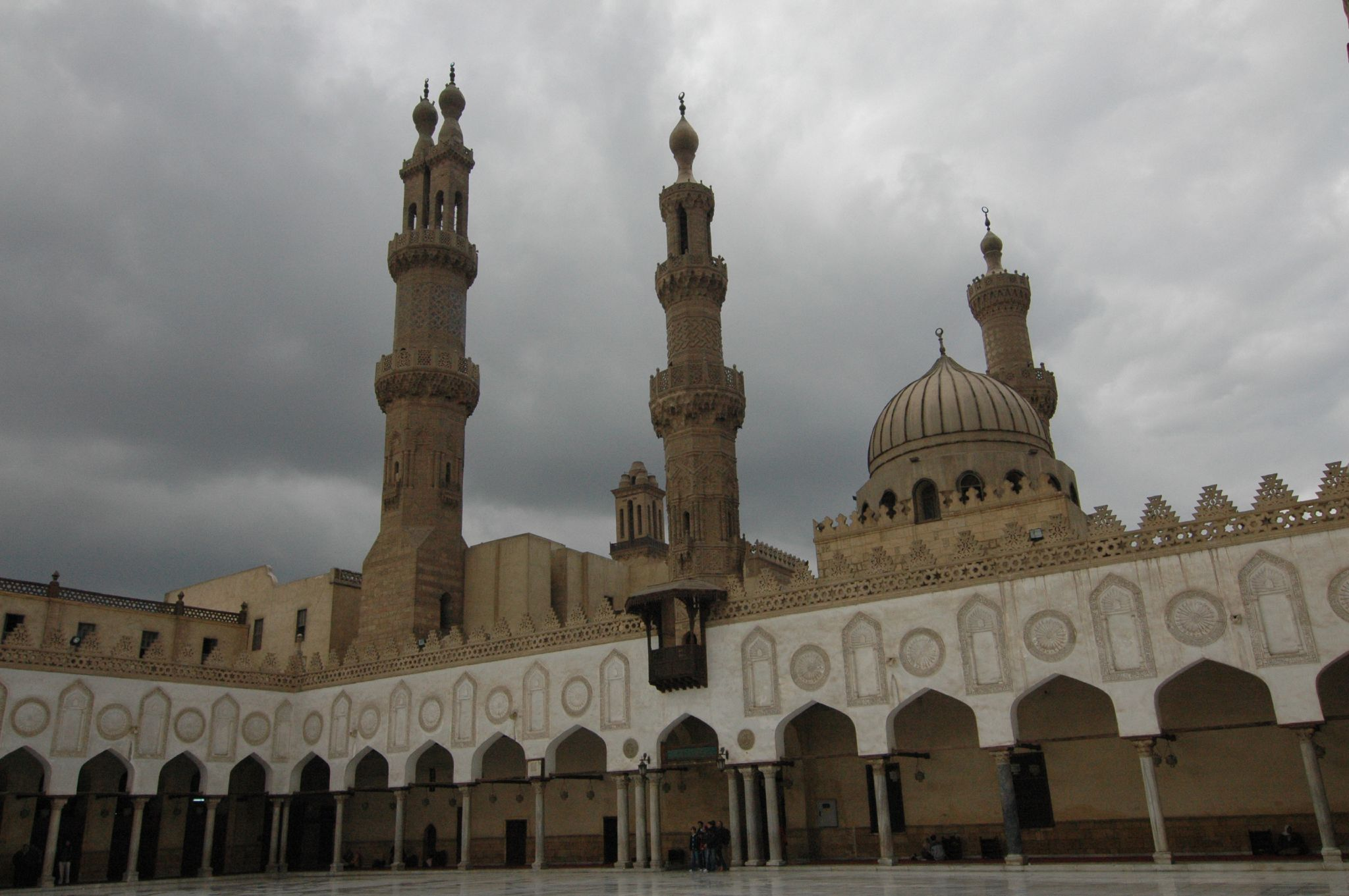
جامع الأزهر في القاهرة، أسس عام 972م وما زال إلى اليوم أحد أشهر الجامعات التقليدية في الإسلام.

هناك شيء من التشابك بين التعليم المدرسي والتعليم الجامعي؛ فكلاهما ابتدأ في المسجد، كما أن كلمة جامعة مؤنث كلمة جامع، لذلك كان مكان الدين ومكان التعليم العالي مرتبطين تمام الارتباط. وليس لهذا مثيل في الثقافات أو اللغات الأخرى. وتُعد بعض المساجد من أقدم الجامعات في العالم، فما زالت الجامعات التابعة للمساجد بما فيها القرويين والأزهر قائمة حتى اليوم بعد أكثر من ألف سنة من تأسيسها. ويُعد الأزهر مركزاً محورياً للتعلم العالي في مصر، منذ جذب زبدة المفكرين، وجاءت شهرته من عراقته وخريجيه اللامعين؛ فابن الهيثم الذي غير تاريخ الفيزياء أقام هناك زمناً طويلاً، وابن خلدون عالم الاجتماع في القرن الرابع عشر كان مدرّساً فيه.
لم تكن الجامعات التابعة للمساجد تستقبل الطلبة المحليين فحسب، بل يرد إليها طلاب من مختلف أنحاء العالم. وهكذا كانت الجامعات العباسية في بغداد تعلم الطب وعلم الأدوية والهندسة والفلط وغيرها من المواد. استقبلت بغداد طلاباً من الشام وبلاد فارس والهند، كما كان من بين طلبة الأزهر أعداد كبيرة من خارج القاهرة. وقد خُصص للطلبة أجنحة سكنية مجانية تشتمل كل ردهة فيها على مكتبة ومطبخ وحمامات.
وكان في هذه الجامعات، كغيرها من الجامعات المرموقة، مكتبات استثنائية غير عادية، فيها كتب كثيرة، معظمها من هبات شخصية. كان بجامع الزيتونة في تونس، مثلاً، مخطوطات القواعد والمنطق والتجريح والتعديل وأصول البحث وعلم الكون والحساب والهندسة والمعادن والتدريب المهني. وكان في مكتبة عاتكة في القيروان التونسية ترجمة عربية لتاريخ الأمم القديمة الذي ألفه القديس جيروم (St. Jerome) قبيل 420م.
كان التدريس على شكل حلقات، حيث يجلس الطلبة أمام المدرس على شكل نصف دائرة، ويُتاح للأساتذة الضيوف الجلوس إلى جانب المدرس دلالة على الاحترام. وعلى سبيل المثال كانت تعقد في مسجد عمرو جنوبي القاهرة أكثر من أربعين حلقة في بعض الأوقات، وفي الأزهر مئة وعشرون حلقة. وكانت المقررات الدراسية صعبة، والطب بوجه خاص يرقه الطلاب، كما هي الحال في جامعات اليوم، إذ كانت امتحاناته صعبة. ولا يُسمح للطالب بممارسة مهنة الطب إذا حصل على درجة أدنى من المقبول، ويعد حينئذ غير مؤهل لذلك. وبهذا النظام أسس المسلمون التعليم العالي: وضعوا نظام امتحانات القبول، والامتحانات النهائية، والشهادات العلمية، وحلقات الدراسة، والمنح الدراسية، وقبلوا طلبة من مختلف البلدان. والواقع أنه كان هناك تطابق ملحوظ مع الإجراءات التدريسية في جامعات اليوم.

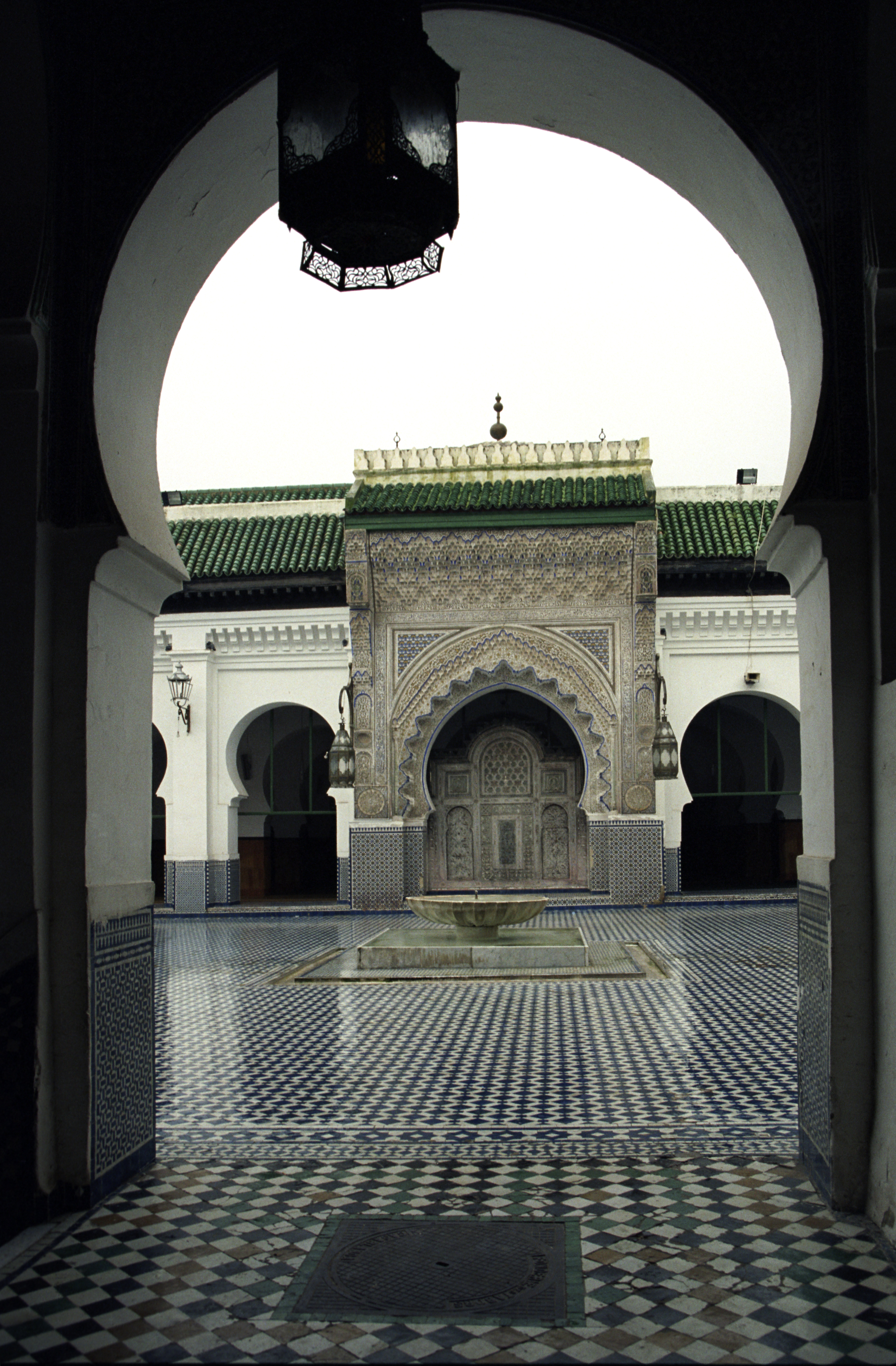
تُعد جامعة القرويين في فاس أول جامعة في التاريخ، بنتها فاطمة الفهري عام 859م.

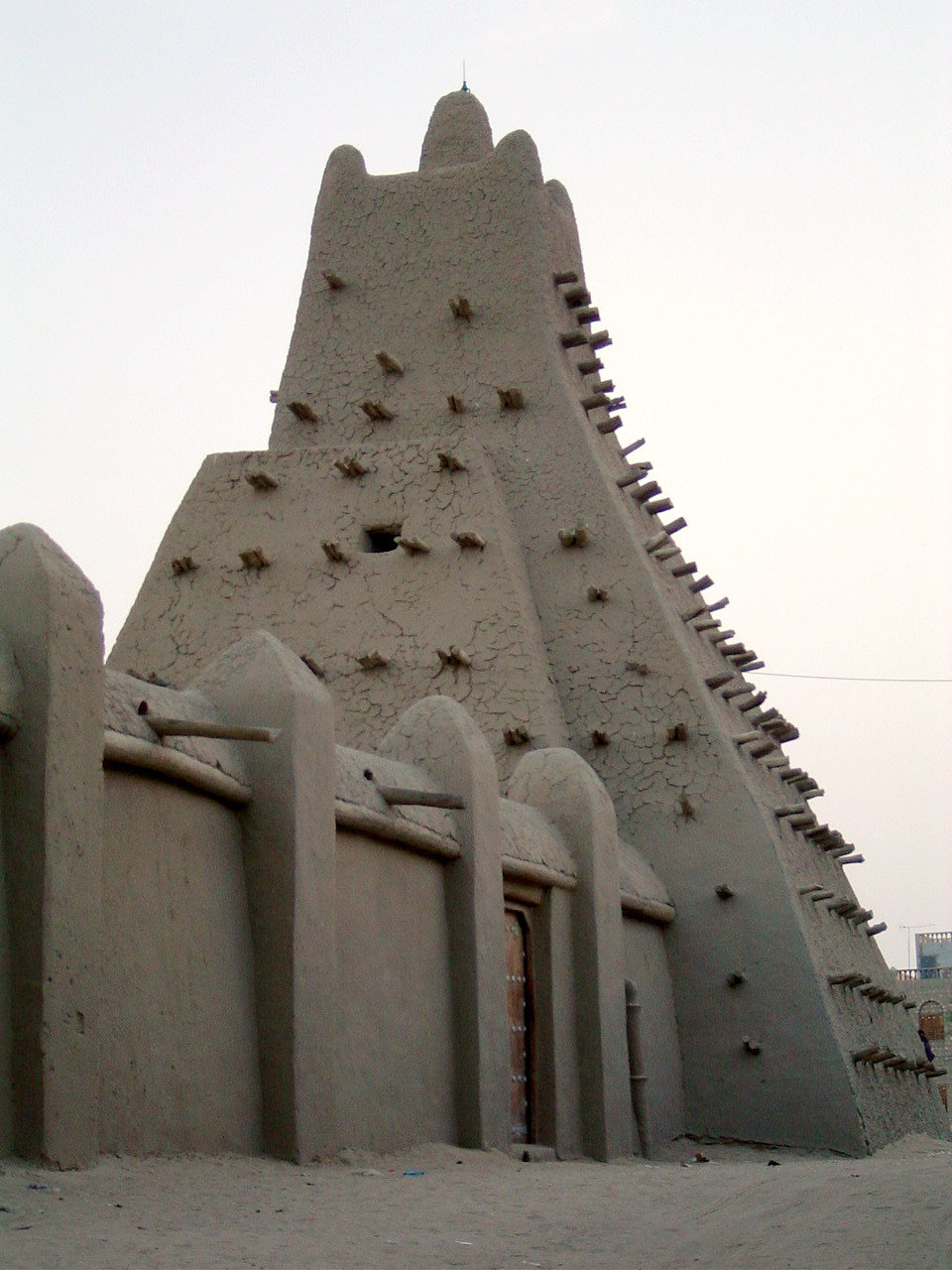
تقع جامعة سانكور التي نشأت عن مسجد سانكور في تمبكتو، وكانت هي المؤسسة الفكرية لمالي وغانا وصنغاي. أسسها العالم الموسوعي عقيب بن محمود بن عمر رئيس قضاة تمبكتو عام 989م.

## جامعة القرويين
ومن المجمّعات الجامعية الفخمة في المساجد مجمع جامعة القرويين في مدينة فاس بالمغرب. بَنَت فاطمة الفهري هذه الجامعة في أثناء حكم الأدارسة عام 859م، فبعد أن ورثت الكثير عن أبيها الثري قررت أن تنفق ميراثها كله على بناء مسجد وجامعة تناسب مجتمع فاس. اشترطت أن تكون مواد البناء كلها من أرض الموقع، وعند البدء بالعمل شرعت بالصوم حتى أنجز البناء الجامعي. لم تكتفِ بتمويل المشروع فحسب لكنها أشرفت على تشييده بنفسها. والجدير بالذكر أن أختها شيدت مسجداً كسائر المساجد بالقرب منه.
أرادت فاطمة الفهري أن تقدم لمجتمع فاس مركزاً للتعليم، فسرعان ما تطور مسجد القرويين، كغيره من المساجد الفخمة، إلى مكان للتعليم الديني والمناظرات العلمية، وتوسّع تدريجياً في الموضوعات التي يتناولها طلابه، وخاصة موضوعات العلوم الطبيعية، فاكتسب شهرة بوصفه أول جامعة في التاريخ. وكانت الجامعة حسنة التجهيز وخصوصاً بالأدوات الفلكية، وكان في غرفة التوقيت إسطرلابات وساعات وأدوات أخرى لحساب الزمن.
كان الطلبة يدرسون فيها القرآن الكريم وعلوم الدين والقانون والبلاغة وفنون النثر والشعر والكتابة والمنطق والحساب والجغرافيا والطب إلى جانب الفلك، وكان في برنامجها مقررات قواعد اللغة والتاريخ الإسلامي ومبادئ الكيمياء والرياضيات، ولذا كن تنوع الموضوعات وجودة تدريسها يجتذب العلماء والطلبة من أنحاء العالم كلها، فكثر المتقدمون إليها بحيث اذطرت الجامعة لإدخال نظام اختيار صارم، مثلما تفعل جامعات اليوم، وكانت شروط القبول حينذاك تشمل حفظ القرآن كله، وإتقان العربية، وإحاطة حسنة بالمعارف العامة. ولم يكن الطلبة في جامعة القرويين يدفعون رسوماً، بل كانوا يمنحون إعانات نقدية للطعام والسكن، كان ذلك بفضل الهبات التي تقدمها الأوقاف وعائلات الأثرياء. وكان الطلبة يقيمون ضمن مبان من طابقين أو ثلاثة يسع كل منها ما بين ستين طالباً ومائة وخمسين طالباً.